# Heinrich Strack

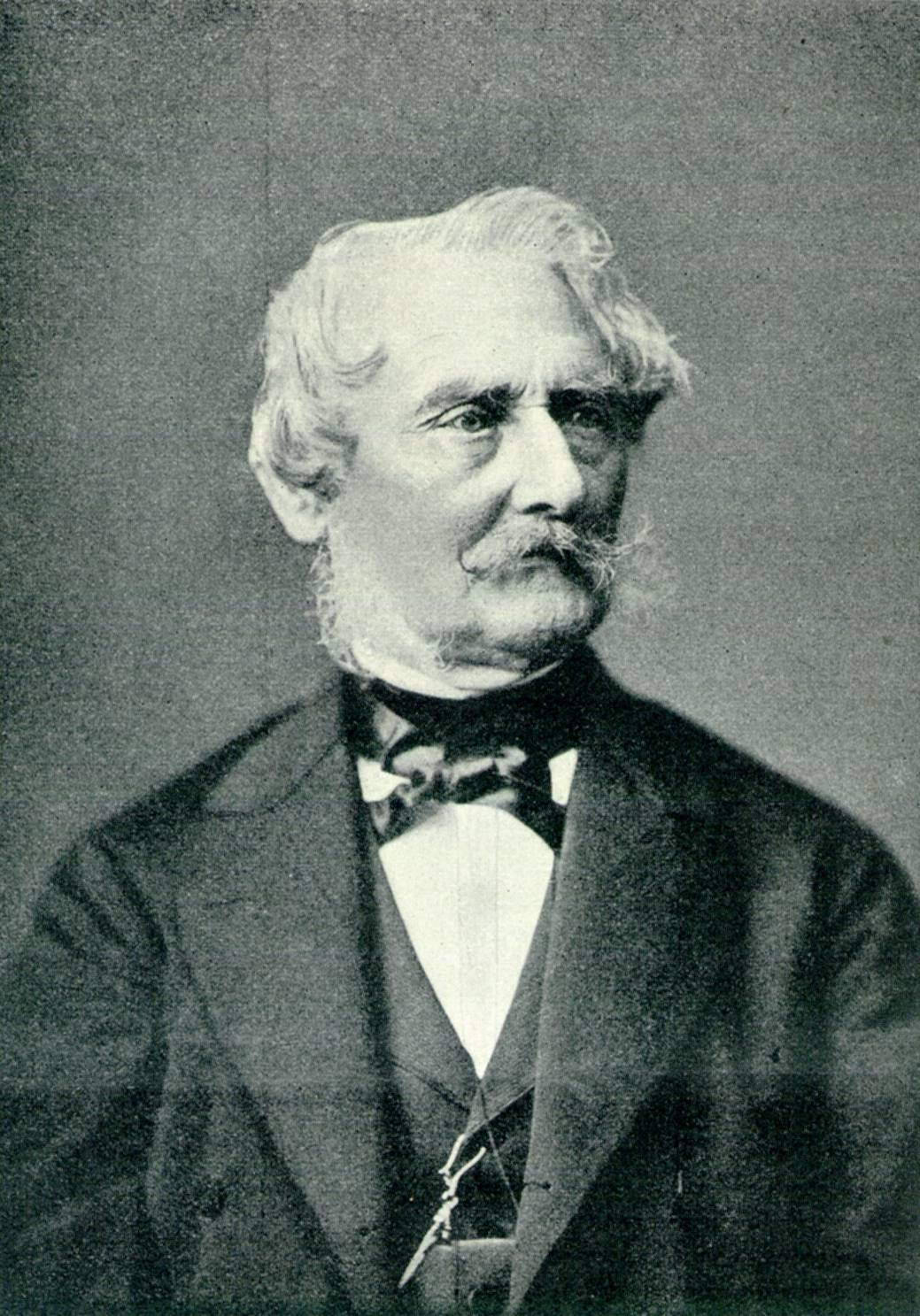
Heinrich Strack

Johann Heinrich Strack, född 6 juli 1805 i Bückeburg, grevskapet Schaumburg-Lippe, död 13 juni 1880 i Berlin, var en tysk arkitekt.
Strack var lärjunge till Karl Friedrich Schinkel, blev 1839 lärare vid Konstakademien och senare vid Byggnadsakademien i Berlin samt överhovbyggnadsråd. Av hans verk märks bland annat slottet Babelsberg vid Potsdam (1845 ff.) och två kyrkor i Berlin, Petrikyrkan på Spreeinsel (fullbordad 1850, skadad 1945 i slaget om Berlin och riven 1964) och Andreaskyrkan i Friedrichshain (fullbordad 1856, förstörd i bombangrepp 1944). Åren 1856-58 byggde han om Fredrik Vilhelm III:s palats vid Unter den Linden till bostad åt prins Fredrik (senare kejsar Fredrik III av Tyskland),  och utförde efter skisser av Friedrich August Stüler 1866-76 Alte Nationalgalerie, vars inre konstnärliga gestaltning är helt och hållet Stracks verk. År 1873 invigdes hans monument Siegessäule på Königsplatz (nuvarande Platz der Republik), vilket under nazitiden flyttades till Großer Stern i Tiergarten.
Under sin vistelse i Aten 1862 upptäckte han Dionysosteatern på Akropolis. Han var även författare i arkitektur. Bland hans skrifter framstår i synnerhet Das altgriechische Theatergebäude (1843).
Strack avled 1880 och begravdes på Dorotheenstädtischer Friedhof. Graven finns idag bevarad.